# Cuisine nigérienne
La cuisine nigérienne est le reflet de nombreuses cuisines traditionnelles africaines. Elle utilise une quantité importante d'épices dans les plats. La viande grillée, les légumes de saison, les salades et diverses sauces sont certains des aliments consommés.

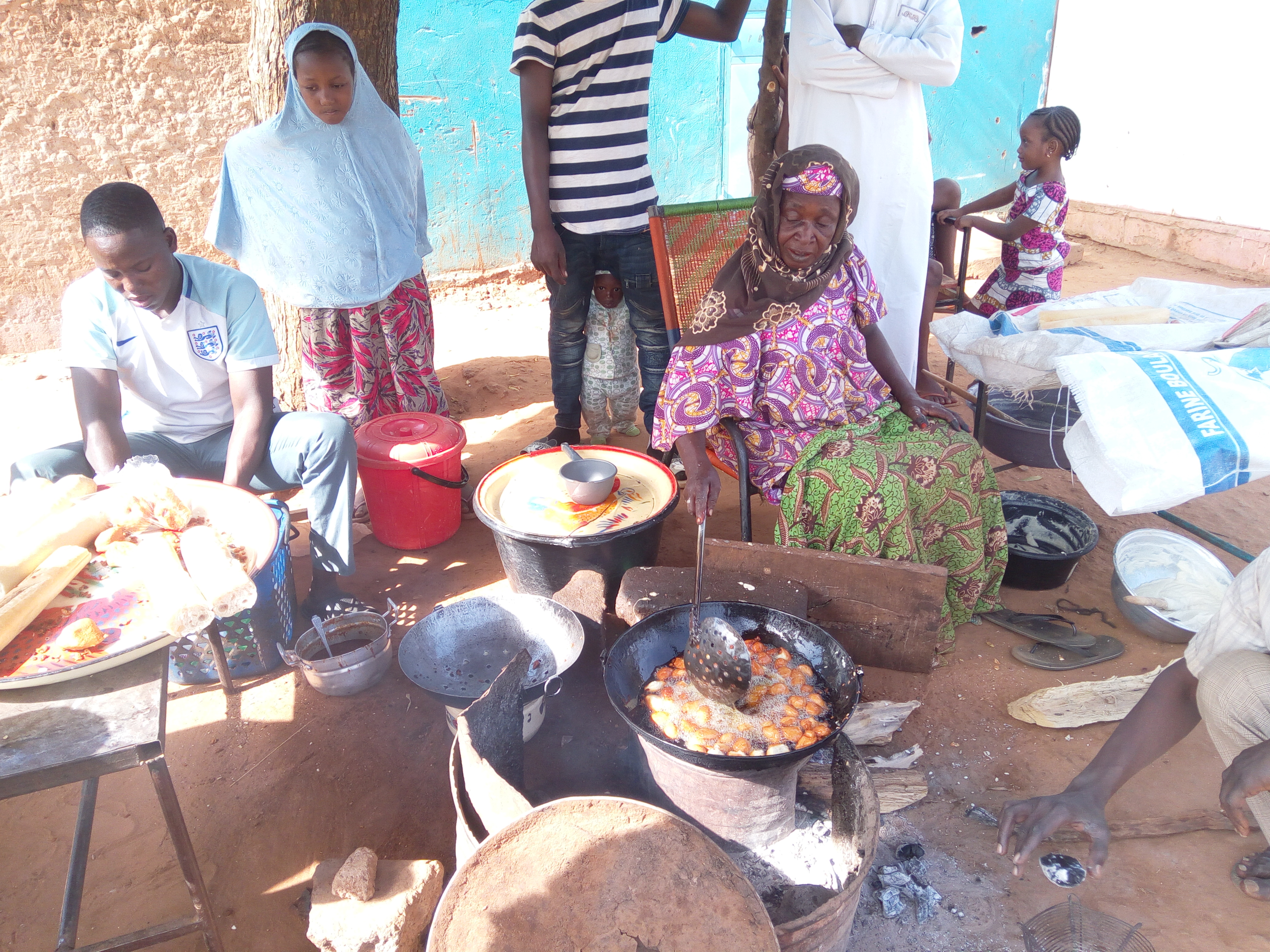
Vente de beignets dans la rue.

Les repas au Niger commencent généralement avec des salades colorées à base de légumes de saison. Les repas typiques nigériens se composent d'un mets d'amidon (le riz étant le plus populaire) associé avec une sauce ou un ragoût. Les ragoûts sont généralement faits avec des légumes. Les amidons le plus souvent consommés sont le mil et le riz. Les autres aliments de base sont le manioc, le sorgho, le maïs et les haricots. Le couscous de mais de riz ou de mil est souvent consommé mélangé aux feuilles de moringa (dambou). Le porridge, les boulettes de blé et les beignets sont quelques-uns des plats populaires au Niger
L'agriculture au Niger est considérablement dépendante des précipitations de pluie : les sécheresses ont nui, par le passé, à la production agricole du Niger, menaçant l'approvisionnement alimentaire du pays.

## Source
- (en) Cet article est partiellement ou en totalité issu de l’article de Wikipédia en anglais intitulé « Cuisine of Niger » (voir la liste des auteurs).